# إستير برلين جويل
إستير برلين جويل (وتعرف أيضا باسم إستر بيرلي جويل - أو إستير بارلي جويل) (في العبرية: אסתר ברלי-יואל) (2 مايو 1895 - 7 مارس 1972 ) رسامة ومصممة جرافيك إسرائيلية، ألمانية المولد.
اشتهرت بأنها صممت شعار النبالة لمدينتي حيفا وحولون الإسرائيليتين.

## سيرة شخصية
ولدت إستر إلسي جويل في 2 مارس 1895 في هامبورغ بألمانيا. وكانت مهتمة إلى حد الشغف بالفنون والتحقت بين عامي 1915 و 1920 بالدراسة في جامعة الفنون الجميلة في هامبورغ.
وبعد الانتهاء من دراستها انتقلت إلى برلين عام 1920. وأثناء وجودها في برلين درست الفنون على يد ألكسندر آرتشيبنكو ولودفيغ مايدنر في جامعة الفنون في برلين. وأقامت معرضها الشخصي الأول في عام 1925 في هامبورغ.
وفي عام 1922 تزوجت إستير من الدكتور حاييم برلين، وأنجبا ابنهما دان في عام 1923. وفي نهاية عام 1925، هاجرت العائلة إلى فلسطين تحت الانتداب البريطاني واستقرت في تل أبيب. وفي عام 1930، انفصلت عن زوجها، واستمرت في النشر تحت اسم إي. برلين جويل. وقامت بعبرنة اسم عائلتها إلى «برلي جويل» Berli-Joel.
كانت إستير فنانة غزيرة الإنتاج، وقد أقامت العديد من المعارض، بما في ذلك 12 معرضًا فرديًا. وقامت بتصميم العديد من الملصقات وشعارات النبالة والشعارات. كما نشرت بيرلي جويل عدة كتب تعرض أعمالها الجماعية.
وفي عام 1936، نالت الجائزة الأولى عن كتابها الذي يجمع لوحات عن حيفا.
وتوفيت إستير برلين جويل في 7 مارس 1972 ودُفنت في مدينة حيفا بإسرائيل.

## شعارات النبالة
صممت برلين جويل شعارات النبالة للعديد من المنظمات. وطلب منها تصميم شعار النبالة لمدن حولون  وحيفا واقترح اسمها ضمن آخرين لتصميم شعار النبالة لمدينة القدس.

شعار النبالة لمدينة حولون في إسرائيل - من تصميم إستير برلين جويل

### شعار النبالة لمدينة حيفا

شعار النبالة لمدينة حيفا

في أوائل عام 1934، بدأ حسن بك شكري، رئيس بلدية حيفا، عملية اختيار شعار نبالة للمدينة. وفي يوليو 1935، قررت لجنة خارجية إجراء مسابقة بجائزة قدرها 15 جنيها فلسطينيا. وبحلول عام 1936، لم تتمكن اللجنة المؤلفة من قضاة إضافيين من بينهم فنان ومهندس معماري ومهندس، من العثور على فائز، لكنها تأثرت بالتصاميم التي اقترحتها إستير برلين جويل. فقررت اللجنة أن تطلب منها إنهاء التصميم، مع إعطائها إرشادات محددة. وصمم إستير شعارا يجمع بين جبل الكرمل والبحر المتوسط. وفي 22 أبريل 1936، اجتمعت اللجنة للمرة الأخيرة لاختيار التصميم والموافقة عليه. وتمت الموافقة على شعار النبالة لمدينة حيفا بحلول يونيو 1936.

#### شعار النبالة لمدينة القدس
في عام 1943، ذهبت إستير بيرلي جويل إلى مصطفى الخالدي، رئيس بلدية القدس وقدمت عدة اقتراحات لتصميم شعار مدينة القدس. ووافق مجلس المدينة على أحد اقتراحات بيرلي جويل في 20 مايو 1943، لكنه طلب موافقة كلية الأسلحة. بسبب الظروف خلال الحرب العالمية الثانية، تم تأجيل هذه الموافقة. بعد وفاة الخالدي في عام 1944، وبعد الخلافات بين العرب واليهود على منصب رئيس البلدية، حل المندوب السامي البريطاني المجلس وعين مجلساً بريطانيًا بالكامل اعتبارًا من 11 يوليو 1945. وتم حفظ موضوع شعار النبالة في الأرشيف.

## المنشورات
- 8 رسومات الطباشير (1938) [8][9]
- مجموعة من الأعمال: الشعب في إسرائيل (1955) [10][11]
- مجموعة من الأعمال: الأطفال في إسرائيل.[2]

## معارض مختارة
المعارض الفردية
- معرض فردي، هامبورغ (1925).
- برلين جويل وميليتا شيفر، حيفا (1941).[12][13]

معارض جماعية
من بين المعارض الجماعية التي شاركت فيها إستير برلين جويل:
- فنانون إسرائيليون معاصرون (1951) متحف تل أبيب للفنون.
- معرض عام للفنانين الإسرائيليين (1954) متحف تل أبيب للفنون.
- فنانون إسرائيليون معاصرون (1955) تل أبيب.
- معرض عام للفنانين الإسرائيلين للاحتفال بمرور 50 عامًا على تأسيس تل أبيب، متحف تل أبيب للفنون.
- المعرض العام للفنانين الإسرائيليين (1960) - متحف تل أبيب للفنون.
- المعرض العام للفنانين الإسرائيليين (1961) - متحف تل أبيب للفنون.
- المعرض العام للفنانين الإسرائيليين (1963) - متحف تل أبيب للفنون.
- معرض فني (1963) مركز مارك شاغال للفنانين حيفا.
- المعرض العام للفنانين الإسرائيليين (1965) متحف تل أبيب للفنون.
- فنانون إسرائيليون من أجل الدفاع (1967) جناح هيلينا روبنشتاين، متحف تل أبيب للفنون.
- 1976 متحف حيفا للفنون.